# Egyesült arab emírségekbeli labdarúgó-bajnokság (első osztály)
Az UAE Arabian Gulf League az Egyesült Arab Emírségek legmagasabb szintű labdarúgó bajnokságának elnevezése. A liga 1973-ban alakult, akkor még EAE Football League néven. Érdekesség, hogy az első, próba jelleggel életre hívott 1973-74-es szezont csak később, 2001-ben ismerte el hivatalos bajnokságnak az Egyesült Arab Emírségekbeli labdarúgó-szövetség. A ligában 14 csapat verseng, a kiesők az UAE Division 1 Group A-ban folytatják. a legtöbbször, 12-szer az Al Ain nyerte meg a bajnoki címet, a jelenlegi címvédő az Al-Ahli csapata. 2007-ben külön bizottság alakult, azóta ez a szervezet felügyeli a bajnokság menetét, működését.

## Névváltoztatások
A bajnokság a jelenleg is használt nevét a 2013-14-es idény óta használja.

## Jelenlegi csapatok (2016–17)
| UAE Football League | UAE Football League | UAE Football League                   | UAE Football League |
| Klub                | Város               | Stadion                               |                     |
| ------------------- | ------------------- | ------------------------------------- | ------------------- |
| El-Ajn              | Dubaj               | Rashed Stadion                        |                     |
| Al-Ain              | El-Ajn              | Hazza Bin Zayed Stadion               |                     |
| Al-Dhafra           | Al Gharbia          | Hamdan Bin Zayed Stadion              |                     |
| Al-Ittihad Kalba    | Kalba               | Ittihad Kalba Club Stadion            |                     |
| Al-Jazira           | Abu-Dzabi           | Al Jazira Mohammed Bin Zayed Stadion  |                     |
| Al-Nasr             | Dubaj               | Al-Maktoum Stadion                    |                     |
| Al-Shabab           | Dubaj               | Maktoum Bin Rashid Al Maktoum Stadion |                     |
| Al-Sharjah          | Sharjah             | Sharjah Stadion                       |                     |
| el-Vahda            | Abu-Dzabi           | Al-Nahyan Stadion                     |                     |
| Al-Wasl             | Dubaj               | Zabeel Stadion                        |                     |
| Baniyas             | Abu-Dzabi           | Baniyas Stadion                       |                     |
| Dibba Al-Fujairah   | Fudzsejra           | Fujairah Club Stadion                 |                     |
| Emirates            | Ras Al Khaimah      | Emirates Club Stadion                 |                     |
| Hatta               | Dubaj               | Hatta Stadium                         |                     |

### Klubok eredményesség szerint
| Klub        | Győzelmek száma | Győztes szezonok                                                                                           |
| ----------- | --------------- | --- |
| El-Ajn      | 12              | 1976–77, 1980–81, 1983–84, 1992–93, 1997–98, 1999–00, 2001–02, 2002–03, 2003–04, 2011–12, 2012–13, 2014-15 |
| Al-Waszl    | 7               | 1981–82, 1982–83, 1984–85, 1987–88, 1991–92, 1996–97, 2006–07                                              |
| Al-Ahli     | 7               | 1974–75, 1975–76, 1979–80, 2005–06, 2008–09, 2013–14, 2015–16                                              |
| Al-Sardzsa  | 5               | 1973–74, 1986–87, 1988–89, 1993–94, 1995–96                                                                |
| el-Vahda    | 4               | 1998–99, 2000–01, 2004–05, 2009–10                                                                         |
| Al-Naszr    | 3               | 1977–78, 1978–79, 1985–86                                                                                  |
| Al-Shabab   | 3               | 1989–90, 1994–95, 2007–08                                                                                  |
| Al-Dzsazira | 2               | 2010–11, 2016–2017                                                                                         |

## Fordítás
Ez a szócikk részben vagy egészben  az   UAE Arabian Gulf League című angol Wikipédia-szócikk fordításán alapul.  Az eredeti cikk szerkesztőit annak laptörténete sorolja fel. Ez a jelzés csupán a megfogalmazás eredetét és a szerzői jogokat jelzi, nem szolgál a cikkben szereplő információk forrásmegjelöléseként.